# شهرک بنیاد
شهرک مهاجرین، روستایی از توابع بخش مرکزی شهرستان روانسر در استان کرمانشاه ایران است. اهالی این شهرک در ابتدا همگی از مهاجرین جنگ تحمیلی و از منطقه مرزی سر پل ذهاب و ثلاث باباجانی به این محل آورده شدند. بنای آن توسط بنیاد امور مهاجرین جنگی بود. بعضی خانواده‌های آن شامل حیدری فتاحی همه ویسی رمضانی نادری کمری محمودی میرزایی عبدی قادری
ارغوانی سرمستی مرادی محمدیانی دربندی شفیعی رحمانی امیری حقی محمدنژاد فتحی و بودند

## جمعیت
این روستا در دهستان بدر قرار دارد و براساس سرشماری مرکز آمار ایران در سال ۱۳۸۵، جمعیت آن ۳۸۳ نفر (۸۶خانوار) بوده‌است.